# Dog and Butterfly
Pour les articles homonymes, voir Butterfly.
Albums de Heart
Magazine
(1978) Bebe Le Strange
(1980)
Dog and Butterfly est le quatrième album studio de Heart, sortit le 7 octobre 1978 sur Portrait Records. La face A Dog, est plus rock avec des chansons plus musclées alors que la face B Butterfly est plus douce avec des ballades, à l'exception de la dernière chanson Mistral Wind qui commence doucement et se développe comme une "power ballad". Ce fut le dernier album avec Roger Fisher comme guitariste soliste, il ne serait pas remplacé, c'est Howard Leese qui se chargea de la guitare et particulièrement des solos à partir du disque suivant Bebe Le Strange. Il sera donc le seul guitariste du groupe. La chanson Feels, incluse dans la réédition de 2004, fut retravaillée et devint Johnny Moon, elle trouva sa place sur l'album Passionworks. C'est Nancy Wilson qui chante sur la chanson A Little Bit (incluse sur la réédition de 2004), qui est une de ses compositions paroles et musique.

## Liste des chansons
Toutes les chansons furent écrites par Ann Wilson, Nancy Wilson et Sue Ennis, sauf indication contraire.
- Face 1 Dog

- 1 Cook With Fire  (A. Wilson, N. Wilson, Ennis, Roger Fisher, Howard Leese)
- 2 High Time
- 3 Hijinx
- 4 Straight On

- Face 2 Butterfly

- 5 Dog and Butterfly
- 6 Lighter Touch
- 7 Nada One
- 8 Mistral Wind (A. Wilson, N. Wilson, Ennis, Fisher)

Chansons bonus sur la Réédition de 2004 en CD
- 9 Heartless ( Live pour la BBC) (A. Wilson, N. Wilson)
- 10 Feels
- 11 A little bit (N. Wilson)

## Personnel
- Ann Wilson ; Chant (1–6, 8), chœurs (7), piano (6), carillon tubulaire (tubular bells) (5)
- Nancy Wilson ; Guitare acoustique (2, 4, 7, 8), guitare 12 cordes (5,6) harmonica (1), chant (7, 11), chœurs (2, 3, 5)
- Roger Fisher ; Guitare rythmique (1, 2, 4, 8), guitare solo (3), Zohn (guitare) (8)
- Howard Leese ; Guitare rythmique (1–4, 6, 8), piano électrique (3, 8), piano (5, 8), ARP Avatar (6), Moog (8), conga Africain (1), chœurs (2, 3, 7) arrangements orchestraux et direction de l'orchestre (6, 7)
- Steve Fossen ; Basse 1, 3–8, tambour hindou (1)
- Michael Derosier ; Batterie (1-4, 6-8), Carillon tubulaire (8)

## Personnel additionnel
- Dick Adams : Introduction vocale sur (1)
- Sue Ennis : Orgue électronique (fun machine) sur (7)

## Production
- Mike Flicker - production, ingénieur
- Michael Fisher - production
- Rick Keefer, Armin Steiner – ingénieurs
- Thomas J Landon, Terry Gottlieb - assistants ingénieurs
- John Golden - mastering aux studios Kendun Recorders